# Бєляєв Петро Петрович

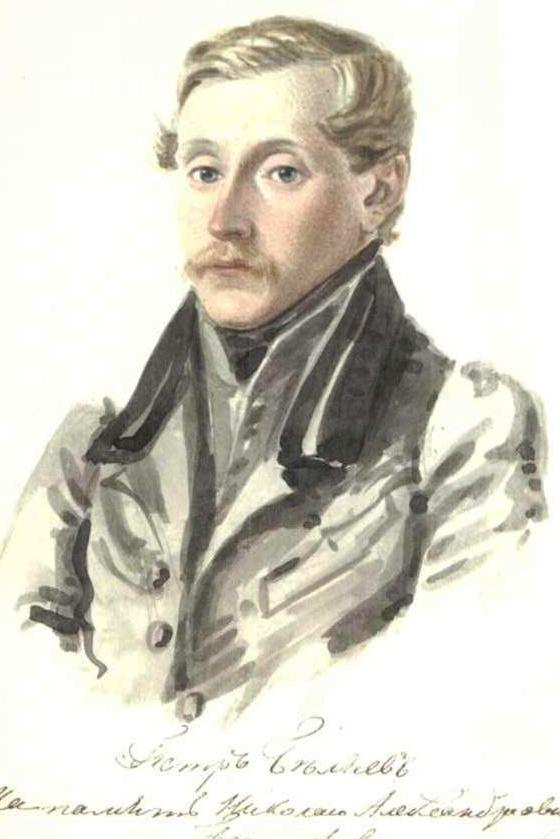
Бєляєв Олександр Петрович. Грудень 1832 — січень 1833 р. Акварель Бестужева М. О. Автограф Бєляєва Петра.

Бєляєв Петро Петрович (1805 — 1864) — декабрист, мічман  Гвардійського екіпажу. Учасник повстання на  Сенатській площі в 1825 році. Брат  Бєляєва Олександра Петровича.

## Біографія
Народився в с. Єршово Чембарского повіту Пензенської губернії. Батько — Петро Гаврилович Бєляєв, відставний колезький радник, мати — Шарлотта Вереніус, шведка, Пензенська поміщиця. Виховувався в  Морському кадетському корпусі (1819 - 1822). Після закінчення корпусу призначений мічманом в Гвардійський екіпаж (1822-1825).
Член Товариства офіцерів Гвардійського екіпажу (з 1824 року). У 1825 році був прийнятий Завалішиним в Орден відновлення. Членом Північного товариства не був. Учасник збройного виступу на Сенатській площі.
Засуджений за IV розряду до 12 років каторги, яку відбував у  Читинському острозі і в Петровському заводі. У 1832 році переведений на поселення в Ілгінскій завод Іркутського округу, в 1833 році - в Мінусинськ. Отримав в 1839 році  дозвіл вступити рядовим в Кавказький корпус. Звільнено від служби підпоручиком в 1846 році. Жив під наглядом у Саратові. У 1849 році збудував і керував приватним буксирним параплавом «Самара», здійснював рейси від  Рибінська до  Астрахані, пізніше був керуючим конторою пароплавного товариства «Кавказ і Меркурій» в Саратові. За амністією 1856 року звільнений від нагляду.
Помер у  Саратові, похований на Воскресенському кладовищі.